# مسرشمیت ام‌ئی ۳۱۰
مسرشمیت ام‌ئی ۳۱۰ (به انگلیسی: Messerschmitt Me 310) یک هواگرد ساختِ کارخانهٔ مسرشمیت در کشور آلمان است. این هواگرد برای نخستین بار در ۱۱ سپتامبر ۱۹۴۳ میلادی مورد استفاده قرار گرفت.